# Lars Mikkes
Lars Mikkes (født 24. februar 1967 i Odense) er en dansk billed- og multikunstner, der siden 1980 har haft en stor produktion indenfor en bred vifte af genrer blandt andet malerier, grafik, keramik, skulpturer, installationer, performance, elektronisk musik, fotografi, video og poesi.
Han gik på Det Fynske Kunstakademi i perioden 1980-1986 og debuterede på Charlottenborg Forårsudstilling i 1982. I 2001 blev han optaget i Kunstnersamfundet. 
- 1996,  Deltog i Kunstpalast Große kunstausstellung NRW  Dusseldorf  Tyskland (35 udvalgte Danske kunstner fra 1945 - 1996).
- 2006, Blev fast komponist for musikforlaget Apollo Live.
- Künstlerhaus Bethanien Berlin tildelte ham i 2010 et kunstnerlegat.[1]
- 2010 Medstifter af den elektroniske musikgruppe Circuit Odyssey, der i dag består af Alex Mørch, Johnny Vincent Caltalot og Lars Mikkes.
- Kunsthal ULYS blev grundlagt i 2015 af Lars Mikkes og han var formand i en periode på 3 år fra 2015 - 2018.
- Kunstlaboratorium ULYS og Kunstlaboratorium POL blev stiftet i 2016 af Mikkes og er desuden formand for Kunstlab POL i Polymeren Årslev.
- 2016, Debut som filminstruktør sammen med Alex Burceff på novellekortfilmen Passport hvor Mikkes også spiller hovedrollen.
- 2017, Stor 50 års retrospektiv udstilling i Kunsthal ULYS.
- 2017, Kunstnerens mor Marie Mikkelsen dør i en alder af 77 år.
- 2017, Instruktør på kortfilmen “The Plastic man” manuskript af Christian Nørgaard.
- 2017, Flyttede til Assens.
- 2017, Får officiel godkendt efternavn til “Mikkes”.
- 2018, Stifter og grundlægger af UDAD : Unik, Design, Art, development.
- 2018, Brandts - Museum for kunst & Visuel Kultur. 5 værker fra 1985 vises i Deres samling af Dansk Kunst.
- 2019, Stiftelse af Triumf filmselskab.
- 2019, Stifter og grundlægger af KOFAL Observatoriet : Kunst Observatoriet for andre liv.[kilde mangler]
- 2020, Første solo musikudgivelse album : ARIEL.

Til dagligt bor Mikkes i Nyborg.